# Régimen Zuyuano
El Régimen Zuyuano es un concepto desarrollado por Alfredo López Austin y Leonardo López Luján con base en la mitología y las estructuras políticas mesoamericanas del siglo XV; su sentido es diferente del de Zuyua.
Cuando se habla de zuyuano no solamente es referido sólo a una etnia, tampoco a un idioma o región específica. La herencia más importante de lo zuyuano se refiere a un tipo de control político y a su base ideológica que posiblemente surgió poco antes del año 800, como combinación o derivación de la Cultura Coyotlatelco.
El control político en Mesoamérica corresponde a un modelo hegemónico de gobierno militar de amplias zonas territoriales sobre una población étnica heterogénea.
El sustento ideológico se cristaliza en instituciones político-religiosas (las Triple Alianza) que buscan establecer el orden del mundo por medio de órdenes militares cohesionadas por el culto común (ya sea Quetzalcóatl o Huitzilopochtli), la instauración de un gobierno de un semidiós, como es el caso de los "Motecuzomas" y sus proyecciones (véase Gillespie).
Según esta tradición su procedencia es de un mismo lugar que entre otros nombres es llamado Tollan, Zuyúa, Tulán-Siwán. En este régimen los mitos de Quetzalcoatl se enlazan para justificar el poder sobre diferentes etnias. La historia de los zuyuanos se encuentra relatada en el Popol Vuh.

## Agentes del proceso civilizatorio mesoamericano
Entre los principales grupos que actuaron como agentes del proceso civilizatorio mesoamericano se encuentran los olmecas, teotihuacanos, mexicas y los zuyuanos. Los zuyuanos son grupos mestizos que se integraron con descendientes de los toltecas junto con algunos grupos de la costa del Golfo de México y con algunos mayas quiché. La historia de este singular pueblo se encuentra relatada en el Popol Vuh.

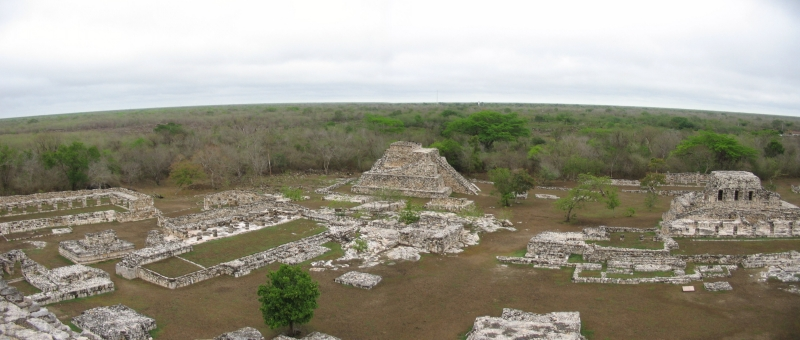
Mayapán.

Desde finales del período clásico varios pueblos emigraron en oleadas desde la costa del Golfo de México hasta los territorios de Chiapas y el Petén. Entre los pueblos que emigraron se encontraron los toltecas, putunes y chontales, los cuales impusieron un orden político militarista y desarrollaron una cultura mestiza en lo que hoy es el estado de Yucatán.

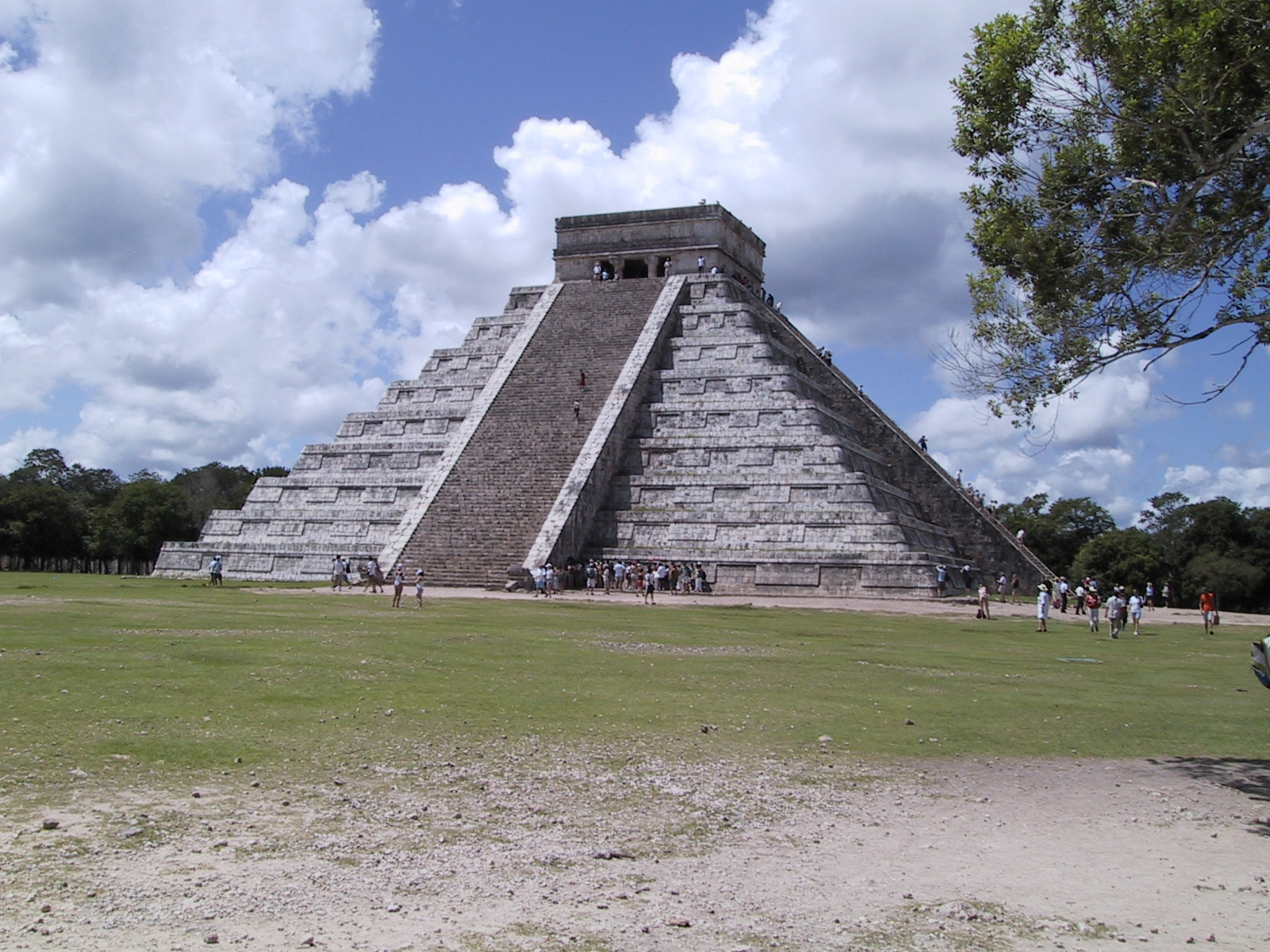
Chichén Itzá.

Los gobernantes de estos pueblos se ostentaban como representantes del personaje conocido como “Serpiente Emplumada”, su lengua era mayense y sus prácticas religiosas eran exóticas y sus costumbres escandalosas.

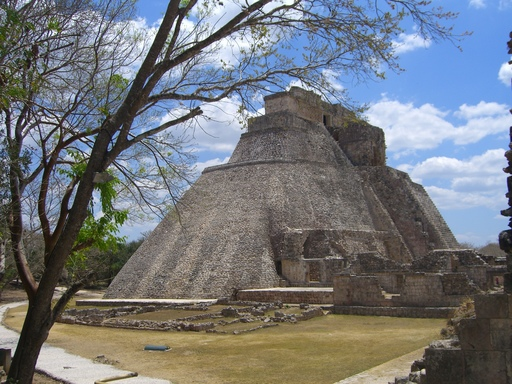
Uxmal.

Con el paso del tiempo se fueron apoderando de las distintas regiones del sureste mesoamericano. Es estimado que los zuyuanos llegaron a la región Puuc en Uxmal. Con la segunda oleada de este pueblo se establecieron en la ciudad de Uucil Abnal, la cual fue llamada después Chichén Itzá, esta segunda oleada es conocida como itzaes. Los últimos zuyuanos en llegar fundaron Mayapán. Después de la fundación de ésta se formó la Liga de Mayapán.

## Liga de Mayapán
Fue integrada por tres capitales que se confederaron para poder controlar toda la península: Chichén Itzá, Uxmal y Mayapán. La duración de esta alianza fue desde el siglo XIII hasta mediados del siglo XV y su disolución se debió a conflictos bélicos entre sus integrantes.
La forma en que los zuyuanos luchaban por el control de los territorios fue de una forma directa mediante el uso de las armas para poder reforzar el dominio político directo. Buscaron imponer sus creencias religiosas, sus instituciones políticas y sus manifestaciones artísticas, empero no pretendieron que los pueblos dominados se integraran a una especie de imperio centralista, solo buscaron la formación de sistemas regionales de tributación.
La forma de tributación que se tuvo fue el cobro de especies así como de mano de obra.

## Control político
El aporte más importante de los zuyuanos al área mesoamericana fue el modelo hegemónico de control político. Éste tuvo un amplio rango territorial sobre una población heterogénea.
Algunas de las campañas que se llevaron a cabo bajo su control fueron:
- Tlatoloyan en el centro de México.
- Tariácuri en Michoacán.
- Q’uikab en Guatemala.
- Venado Garra de Tigre en Oaxaca.

Entre sus instituciones destacan las confederaciones conformadas por tres capitales cada una, las cuales se implantaron tanto en la Cuenca de México, como en Michoacán y Yucatán.
Su acción política giraba en torno a los mitos, entre los que se destaca el de Quetzalcóatl.